# Драганешти (Јаши)
Драганешти (рум. Drăgănești) насеље је у Румунији у округу Јаши у општини Андриешени. Oпштина се налази на надморској висини од 53 m.

## Становништво
Према подацима из 2002. године у насељу је живело 161 становника, од којих су сви румунске националности.